# Stenogobius blokzeyli
Stenogobius blokzeyli es una especie de pez de la familia de los Gobiidae en el orden de los Perciformes.

## Morfología
Los machos pueden llegar a alcanzar los 7,1 cm de longitud total.

## Hábitat
Es un pez  de clima tropical y demersal.

## Distribución geográfica
Se encuentran en Asia: Indonesia.

## Observaciones
Es inofensivo para los humanos.